# Gliese 667 Ce
Gliese 667 Ce (även HR 6426 Ce, GJ 667 Ce) är en obekräftad superjord som kretsar runt röda dvärgen Gliese 667C, vilket är den minsta stjärnan i Gliese 667, ett trippelstjärnsystem som ligger 23,6 ljusår ifrån jorden i Skorpionen. Gliese 667 Ce är en av fem obekräftade exoplaneterna i Gliese 667 C systemet. Den tros vara i beboeliga zonen med två andra planeter, 667 Cc och 667 Cf.
Dock är inte Gliese 667 Ce existens fullständigt bekräftad. Den upptäcktes av radialhastighet med fyra andra planeter, fast de flesta (om inte alla) kan vara resultat av solvindar och annat aktivitet i systemet.